# Запрудка (река)
Запрудка (по данным государственного водного реестра Загрудка) — река в России, протекает по территории Самарской области.
Устье реки находится в 35 километрах от устья Большого Кинеля. Длина реки — 24 километра, площадь водосборного бассейна — 94,1 км². Имеет несколько притоков.

## Этимология
Название, вероятно, произошло от существовавшей на реке плотине.

## Данные водного реестра
По данным государственного водного реестра России относится к Нижневолжскому бассейновому округу, водохозяйственный участок реки — Большой Кинель от истока и до устья, без реки Кутулук от истока до Кутулукского гидроузла. Речной бассейн реки — Волга от верхнего Куйбышевского водохранилища до впадения в Каспий.
Код объекта в государственном водном реестре — 11010000812112100008623.